# Dendrophidion apharocybe
Espèce
Dendrophidion apharocybe est une espèce de serpents de la famille des Colubridae.

## Répartition
Cette espèce se rencontre au Panama, au Costa Rica, au Nicaragua et au Honduras.

## Publication originale
- Cadle, 2012 : Cryptic Species Within the Dendrophidion vinitor Complex In Middle America (Serpentes: Colubridae). Bulletin of the Museum of Comparative Zoology, vol. 160, no 4, p. 183-240.